# Santuario di Nostra Signora Addolorata e San Rocco
Il santuario di Nostra Signora Addolorata e San Rocco è un luogo di culto cattolico situato nella frazione di Buggio nel comune di Pigna, in provincia di Imperia. La principale festività si celebra il 16 agosto nelle festività di san Rocco.

## Storia
La nascita del santuario è legata alla devozione popolare dei paesani verso la Madonna dell'Addolorata ed in particolar modo verso san Rocco, protettore contro le pestilenze.
L'edificio è una costruzione del XVIII secolo, risalente alla seconda metà del secolo, con caratteristiche strutturali tipiche dei santuari agresti e di montagna.
Un racconto popolare asserisce che la venerata immagine mariana sia stata colpita, in un periodo non ben definito, da un colpo di fucile sparato da un soldato durante un passaggio di truppe nell'alta val Nervia; il soldato morì, secondo il racconto, per cause accidentali poco dopo. Si dice inoltre che il foro, provocato dalla pallottola, sia ancora oggi visibile nella porta della chiesa.